# Wybory parlamentarne na Litwie w 1992 roku

## Wybory na Litwie w roku 1992

### Wyniki
| Partia                                      | Liczba głosów | %      | Mandaty-Lista ogólnokrajowa | Mandaty-Okręgi jednomandatowe | Suma |
| ------------------------------------------- | ------------- | ------ | --------------------------- | ----------------------------- | ---- |
| Litewska Demokratyczna Partia Pracy         | 817,332       | 43.98% | 36                          | 37                            | 73   |
| Sąjūdis – Litewski Ruch na Rzecz Przebudowy | 393,502       | 21.17% | 17                          | 13                            | 30   |
| Litewska Partia Chrześcijańskich Demokratów | 234,368       | 12.61% | 10                          | 8                             | 18   |
| Litewska Partia Socjaldemokratyczna         | 112,410       | 6.05%  | 5                           | 3                             | 8    |
| Młoda Litwa                                 | 66,027        | 3.55%  | -                           | 1                             | 1    |
| Litewski Ruch Centrum                       | 46,910        | 2,52%  | -                           | 2                             | 2    |
| Związek Polaków na Litwie                   | 39,773        | 2.14%  | 2                           | 2                             | 4    |
| Związek Litewskich Narodowców               | 36,916        | 1.99%  | -                           | 4                             | 4    |
| Niezależni                                  | -             | -      | -                           | 1                             | 1    |
| Inni                                        | 111,448       | 5.99%  | -                           | -                             | -    |